# Bombay to Bangkok
Bombay to Bangkok to bollywoodzka komedia miłosna z 2008 roku w reżyserii Nagesh Kukunoora, autora 3 Deewarein, Dor i Iqbal. W rolach głównych Shreyas Talpade i Lena Christensen.

## Obsada
- Shreyas Talpade – Shankar
- Lena Christensen – Jasmine
- Vijay Maurya
- Yatin Karyekar
- Manmeet Singh
- Sharad Wagh
- Surender Kumar
- Naseeruddin Shah – gościnnie

## Muzyka i piosenki
Twórcami muzyki są Sukhwinder Singh, Salim Merchant, Pritam Chakraborty, Ronnie Shirish
- Same Same But Different
- Dheere Dheere
- Bombay To Bangkok
- Dil Ka Haal Sune Dil Wala
- Same Same But Different (Remix)
- Dheere Dheere (Remix)